# Изложба „Простор” (1976)
Изложба „Простор” се одржала у периоду од 2. до 7. јула у галерији Удружења ликовних уметника Србије, у улици Вука караџића 10 у Београду и од 1. до 30. септембра 1976. године у парку Ташмајдан.

## Жири
Експонате за изложбу је одабрао жири у саставу:
- Ирина Суботић, председник Жирија
- Милија Глишић
- Драгомир Милеуснић
- Бранко Миљуш
- Владимир Петровић
- Миодраг Миша Поповић
- Стеван Чукић

## Излагачи
1. Милун Видић
2. Ана Виђен
3. Матија Вуковић
4. Ратко Вулановић
5. Светислав Здравковић
6. Томислав Каузларић
7. Анте Мариновић
8. Милија Нешић
9. Мирослав Протић
10. Славољуб Радојчић
11. Мира Сандић
12. Милош Сарић
13. Милорад Ступовски
14. Марина Тадић Бунушевац
15. Милорад Тепавац
16. Ђорђије Црнчевић
17. Милан Четник
18. Јелисавета Шобер Поповић